# Graafschap Pyrmont
Pyrmont is een voormalig graafschap en vorstendom in Duitsland. Het grondgebied van de voormalige staat Waldeck-Pyrmont besloeg zowel het vorstendom Waldeck als het graafschap Pyrmont.
De laatste vorst, Frederik Adolf Herman, deed in de Novemberrevolutie op 13 november 1918 troonsafstand. Waldeck-Pyrmont werd een vrijstaat, overigens zonder ooit een republikeinse grondwet aan te nemen. Pyrmont werd na een staatsverdrag op 30 november 1921 met de Pruisische provincie Hannover verenigd. De resterende vrijstaat Waldeck ging op 1 mei 1929 op in de Pruisische provincie Hessen-Nassau.

## Territorium
Het graafschap Pyrmont was 66 km² en lag in de negentiende eeuw tussen de landen Lippe en Brunswijk en de Pruisische provincies Westfalen en Hannover (tot 1866 Koninkrijk Hannover). Het vormde in zijn geheel een district:
1. District Pyrmont (zetel: Bad Pyrmont)

Pyrmont, sinds 1921 Pruisisch, vormt sinds dat jaar samen met het voormalige district Hamelen het district Hamelen-Pyrmont.

## Geschiedenis van het graafschap Pyrmont

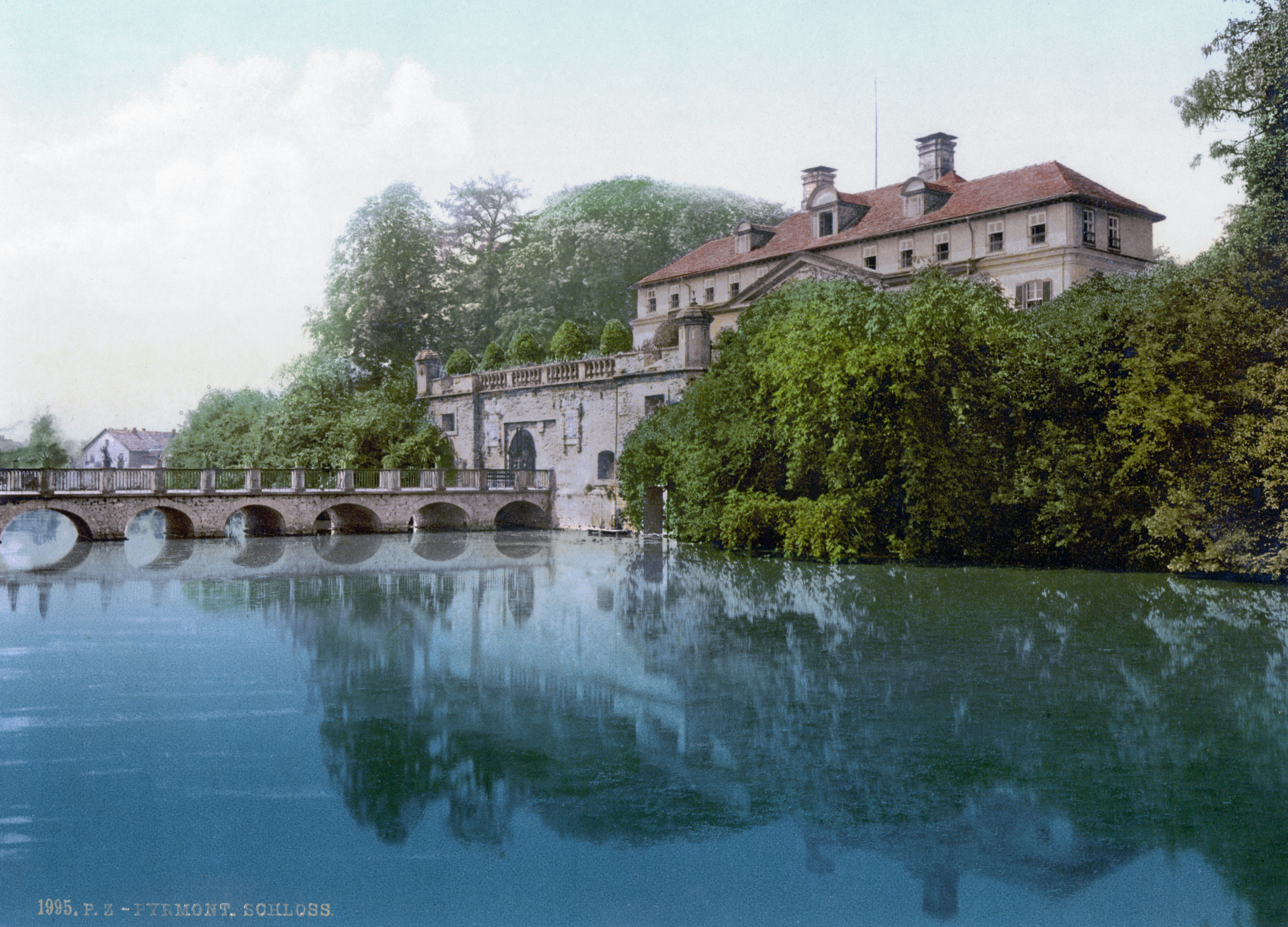
Kasteel Pyrmont

Pyrmont was een tot de Nederrijns-Westfaalse Kreits behorend rijksgraafschap binnen het Heilige Roomse Rijk.
Kort na 1180 liet de aartsbisschop van Keulen, Filips van Heinsberg, aan het riviertje de Emmer de burcht Pyrmont of Schellenburg bouwen. Hij had na de val van Hendrik de Leeuw het Hertogdom Westfalen verworven, en had een grensvesting nodig voor de verdediging hiervan. en beleende de graaf van Schwalenberg met kasteel Pyrmont. 
Een zijtak van de graven van Schwalenberg formeerde in 1194 een eigen heerlijkheid. De eerste van deze graven was Godeschalk I (circa 1171–1245). Sedert 1376 resideerden de graven van Pyrmont  te Lügde. Met Maurits II stierf dit geslacht Schwalenberg-Pyrmont in 1494 uit.
Het graafschap Spiegelberg verwierf Pyrmont vervolgens door het huwelijk van Ursula, de zuster van de laatste graaf met graaf Jan van Spiegelberg aan hun zoon graaf Frederik. Deze vererving in 1494 werd door andere kandidaat-erfgenamen betwist.
Frederik werd in 1535 opgevolgd door zijn zoon Philips I.
Met Philips' dood in 1557 was ook het huis Spiegelberg uitgestorven. Spiegelberg werd als vrijgekomen leen door Brunswijk bezet en Pyrmont kwam aan de zuster van Philips, Ursula II, die gehuwd was met Herman Simon van Lippe.
Met de dood van hun zoon Philips II in 1583 viel Pyrmont aan een andere kleinzoon van Frederik van Spiegelberg, namelijk Johan Lodewijk van Gleichen. Onder zijn bestuur werd het graafschap door de Reformatie evangelisch-luthers. 
Ook dit was van korte duur: deze Johan Lodewijk had geen nakomelingen en vermaakte het graafschap in 1625 aan de graven van Waldeck. Aan de basis van dit besluit staat het huwelijk van Margaretha van Gleichen en Pyrmont met Günther van Waldeck-Wildungen. De graven van Waldeck geraakten in een conflict met het Prinsbisdom Paderborn, dat meende, sedert 1494 leenheer van het Graafschap Pyrmont te zijn. In 1668 besliste het Reichskammergericht ten gunste van die van Waldeck. De Waldeckers sloten met Paderborn een compromis en stonden ongeveer één-derde van het grondgebied, waaronder de stad Lügde, af aan het prinsbisdom. Daardoor werd Lügde van Pyrmont gescheiden.   Nadat in 1711 Frederik Anton Ulrich van Waldeck in de erfelijke vorstenstand was verheven, noemden de landheren zich Fürsten von Waldeck und Pyrmont.
Van 1805 tot 1812 wordt Pyrmont geregeerd door Georg, terwijl zijn oudere broer Frederik in Waldeck regeert. Na de dood van
Frederik worden de twee gebieden weer herenigd.
Een interessante, Duitse, uiteenzetting over de geschiedenis van Bad Pyrmont en Lügde is te vinden op: archiv-willeke.de/aus-der-luegder-geschichte|.

## Heersers

### Huis Schwalenberg
- Widukind (+1189)
- Frederik I
- Godschalk I
- Godschalk II (+1258)
- Godschalk III
- Herman I
- Hendrik I
- Godschalk IV
- Godschalk V
- Herman II
- Hendrik II
- Hendrik III
- Hendrik IV
- Hendrik V (+1478)
- Maurits (+1494)

### HuisSpiegelberg
| regering  | naam     | geboren   | overleden | familie                             |
| --------- | -------- | --------- | --------- | ----------------------------------- |
| 1494-1535 | Frederik |           | 5-3-1537  | zwager van Maurits van Schwalenberg |
| 1535-1557 | Filips I | 28-3-1530 | 10-8-1557 | zoon                                |
| 1557-1583 | Ursula   | 1526      | 6-3-1583  | zuster                              |

### Huis Lippe
| regering  | naam         | geboren   | overleden | familie                               |
| --------- | ------------ | --------- | --------- | ------------------------------------- |
| 1557-1576 | Herman Simon | 1530      | 13-6-1576 | echtgenoot van Ursula van Spiegelberg |
| 1576-1583 | Filips II    | 5-10-1560 | 11-2-1583 | zoon                                  |

### Huis Gleichen
| regering  | naam           | geboren   | overleden | familie                              |
| --------- | -------------- | --------- | --------- | ------------------------------------ |
| 1583-1599 | Walburg        | voor 1521 | 22-7-1599 | dochter van Frederik van Spiegelberg |
| 1583-1631 | Johan Lodewijk | 1565      | 15-1-1631 | zoon                                 |

### Huis Waldeck
| regering  | naam                       | geboren    | overleden  | familie           |
| --------- | -------------------------- | ---------- | ---------- | ----------------- |
| 1625-1637 | Christiaan                 | 25-12-1585 | 31-12-1637 | Waldeck-Eisenberg |
| 1637-1645 | Filips VII                 | 25-11-1613 | 24-2-1645  | zoon              |
| 1645-1706 | Christiaan Lodewijk        | 29-7-1635  | 12-12-1706 | zoon              |
| 1706-1728 | Frederik Anton Ulrich      | 27-11-1676 | 1-1-1728   | zoon              |
| 1728-1728 | Christiaan Philips         | 13-10-1701 | 17-5-1728  | zoon              |
| 1728-1763 | Karel August               | 24-9-1704  | 29-8-1763  | broer             |
| 1763-1805 | Frederik Karel August      | 25-10-1743 | 24-9-1812  | zoon              |
| 1805-1813 | George I                   | 6-5-1747   | 9-9-1813   | broer             |
| 1813-1845 | George II Frederik Hendrik | 20-9-1789  | 15-5-1845  | zoon              |
| 1845-1893 | George Victor              | 14-1-1831  | 12-5-1893  | zoon              |
| 1893-1918 | Frederik Adolf Herman      | 20-1-1865  | 26-5-1946  | zoon              |